# AGS JH23
Der AGS JH23 war ein Formel-1-Rennwagen des französischen Motorsportteams Automobiles Gonfaronnaises Sportives (AGS), der während der gesamten Saison 1988 eingesetzt wurde. AGS baute drei Fahrzeuge dieses Typs. 1989 kamen sie bis in den Spätsommer in leicht veränderter Form als AGS JH23B zum Einsatz. Der JH23 galt anfänglich als effizient; zuletzt war er aber infolge fehlender Weiterentwicklung veraltet. In beiden Jahren kamen die Autos nur selten ins Ziel; 1989 konnte AGS allerdings mit dem JH23B einen Weltmeisterschaftspunkt einfahren. Vor Beginn der Saison 1989 verunglückte der Rennfahrer Philippe Streiff in einem der Wagen bei Testfahrten in Brasilien schwer.

## Entstehungsgeschichte
Der französische Rennstall AGS trat von 1986 bis 1991 in der Formel 1 an. Er gehörte hier zu den kleinsten Teams.

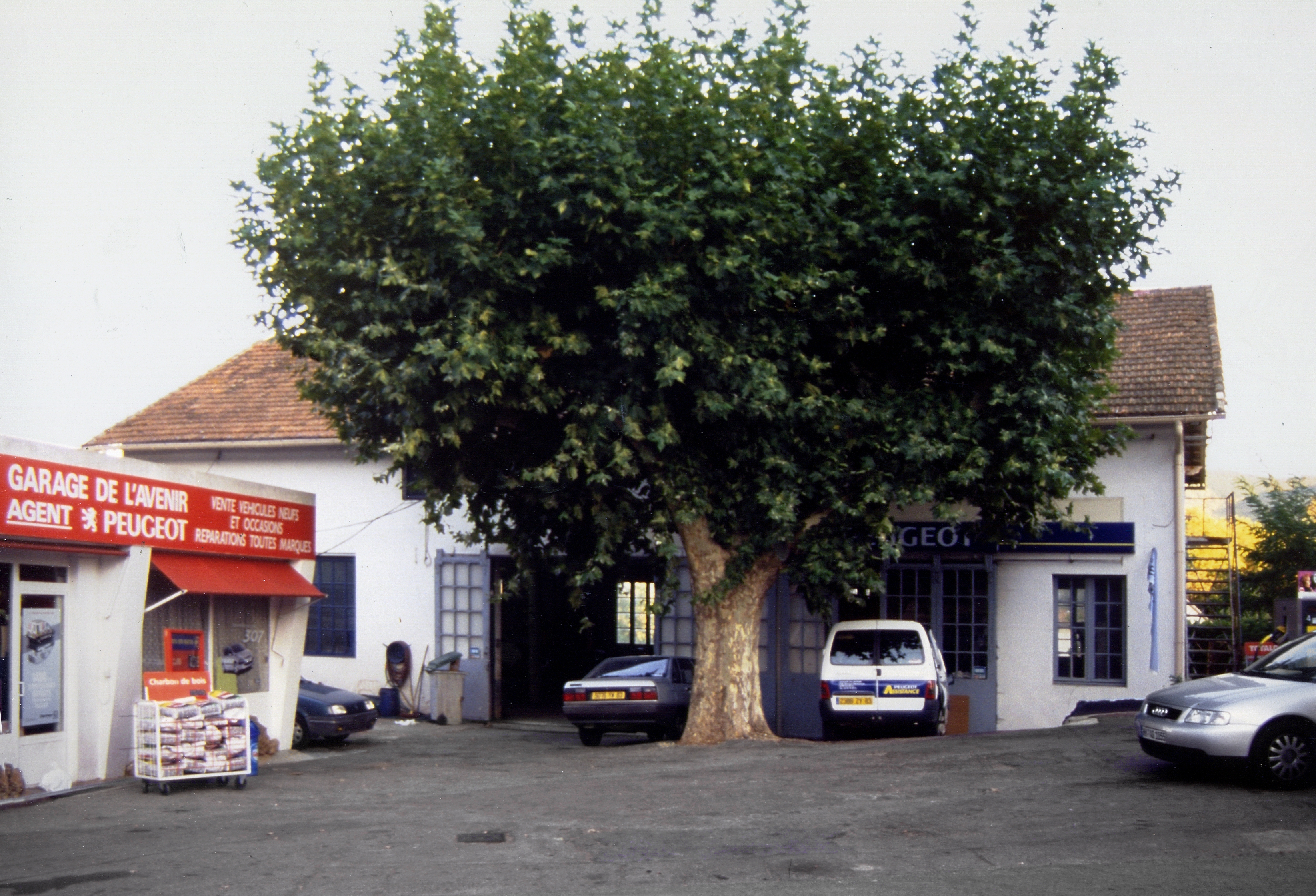
Entstehungsort des JH23: die Garage de l’Avenir in Gonfaron (2001)

AGS war 1969 von Henri Julien gegründet worden, dem Inhaber der als Garage de l’Avenir firmierenden Autowerkstatt in der provençalischen Gemeinde Gonfaron. Sein Mechaniker Christian Vanderpleyn, ein Autodidakt ohne Ingenieursausbildung, konstruierte in der Garage de l’Avenir eine Reihe von Rennwagen, die AGS mit einem Werksteam zunächst in kleineren nationalen Rennklassen und ab 1978 sechs Jahre lang in der Formel-2-Europameisterschaft an den Start brachte. Ab 1981 bemühte sich Julien, sein Team in die Formel 1 zu bringen. Als Renault Ende 1985 sein Formel-1-Werksteam aufgab, übernahm AGS zahlreiche Werkzeuge und Komponenten wie Monocoques, Aufhängungsteile und Bremsen, erhielt aber – wahrscheinlich nach Intervention der Équipe Ligier, die neue Konkurrenz fürchtete – keinen Zugriff auf die leistungsstarken Turbomotoren. Unter Verwendung von Chassis-, Fahrwerks- und Getriebekomponenten älterer Renaults konstruierte Vanderpleyn 1986 den AGS JH21C, mit dem das Team im September 1986 in Monza in der Formel 1 debütierte, und seinen im Kern baugleichen Nachfolger JH22. Erst mit dem für die Saison 1988 konstruierten JH23 löste sich AGS weitestgehend von Renault.
1988 war für die Formel 1 ein Übergangsjahr. Es war die letzte Saison, in der Turbo- neben Saugmotoren zugelassen waren. Die teuren, leistungsstarken Turbomotoren kamen vor allem bei den Spitzenteams wie Ferrari und McLaren zum Einsatz, die um den Titelgewinn kämpften. Die kleinen, teilweise deutlich schwächer finanzierten Teams hingegen griffen im Regelfall auf Saugmotoren zurück, die vergleichsweise günstig und vielfach frei verfügbar waren, aber 100 bis 150 PS weniger leisteten als die Turbomotoren von Ferrari und Honda (McLaren) und den Saugmotorteams keine Chancen auf Rennsiege einräumten. Ungeachtet dessen wurde die Konkurrenz in diesem Segment immer größer: In der Erwartung, die Saugmotor-Formel-1 sei mit geringen Mitteln zu betreiben, meldeten sich ab 1987 jährlich mehrere neue Teams, bis 1989 mit insgesamt 20 Rennställen ein Höchststand erreicht war. In diese Zeit des Umbruchs fiel der Einsatz des AGS JH23, der zielgerichtet für die Saugmotorklasse konstruiert war.
Mit einem Gesamtbudget von lediglich zwei Millionen CHF und acht bis zwölf Mitarbeitern operierte das AGS-Team, das anders als die beiden anderen französischen Rennställe keine staatliche Unterstützung erhielt, im Jahr 1988 durchgängig am Existenzminimum. Ein wesentlicher Teil des Geldes kam von dem Tabakkonzern R. J. Reynolds, der über Camel France den Rennfahrer Philippe Streiff unterstützte. Vor Saisonbeginn präsentierte AGS außerdem den französischen Baukonzern Bouygues als Sponsor. Er erfüllte aber seine Zahlungsverpflichtungen nicht, sodass das Team in der zweiten Saisonhälfte an den Rand der Insolvenz kam. Als Reaktion auf Bouygues’ Ausfall und wegen der fehlenden finanziellen Voraussetzungen für eine Weiterentwicklung des Autos verließen Christian Vanderpleyn und einige weitere Mitarbeiter im August 1988 das AGS-Team und wechselten zu dem wirtschaftlich noch schwächeren umbrischen Rennstall Coloni. Henri Julien verkaufte daraufhin sein Team an den französischen Finanzunternehmer Cyril de Rouvre, der zum Jahreswechsel 1988/89 eine Umstrukturierung begann. Von Martini bzw. Ligier holte er die Ingenieure Christophe Coquet und Claude Galopin zu AGS; Henri Cochin, ein weiterer Neuzugang, ersetzte Julien in der Funktion des Teamleiters.
Zu Beginn der Saison 1989 arbeiteten insgesamt 30 Angestellte für das Team. Eine zunächst geplante noch größere Expansion ließ sich nicht verwirklichen, weil sich das französische Mineralölunternehmen Total, das AGS bereits im Oktober 1988 als neuen Sponsor angekündigt hatte, im Winter 1988/89 überraschend zurückzog. An seine Stelle trat Totals deutscher Konkurrent Liqui Moly, dessen Zahlungen allerdings nicht an das herankamen, was Total geleistet hätte. Deshalb befand sich AGS auch in der Saison 1989 in wirtschaftlichen Schwierigkeiten, sodass sich die Einführung des neuen Modells JH24 deutlich verzögerte. In der ersten Saisonhälfte 1989 ging AGS daher mit dem letztjährigen Auto an den Start, das nun als JH23B bezeichnet wurde.

## Konstruktion
Konstrukteur des JH23 war wie bei allen vorangegangenen AGS-Modellen Christian Vanderpleyn. Die Arbeiten am JH23 begannen im September 1987; Ende Februar 1988 war das erste Chassis einsatzbereit.

### Chassis und Karosserie

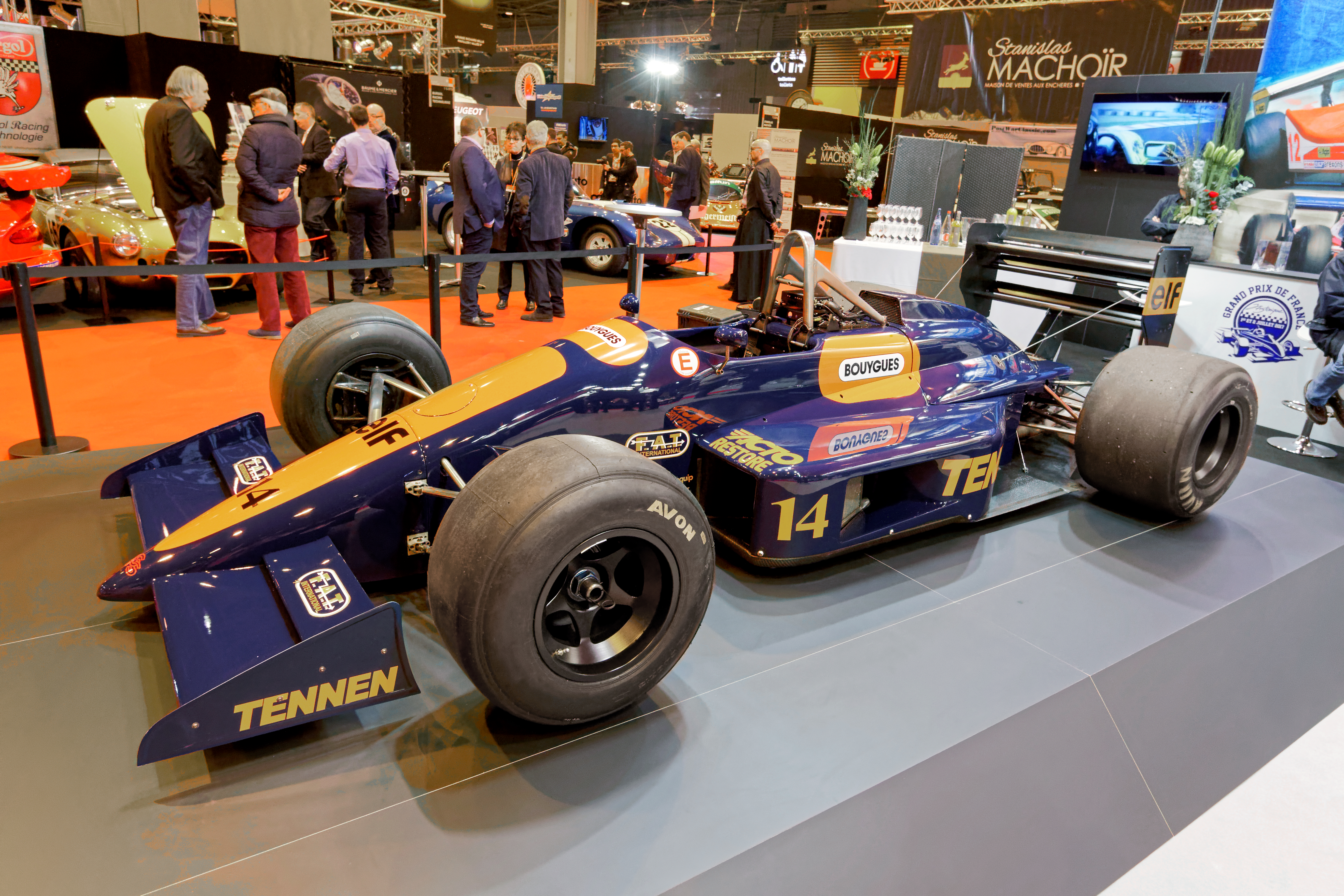
AGS JH23: Niedriger Aufbau

Das Chassis des JH23 wurde in allen Details neu konstruiert. Einer Quelle zufolge nutzte Vanderpleyn bei seinem Entwurf Know-how des britischen Rennwagenherstellers March Engineering.
Das Monocoque des JH23 bestand aus kohlenstofffaserverstärktem Kunststoff. Es wurde bei MOC in Paris hergestellt. Seine Steifigkeit war höher als die früheren AGS-Konstruktionen auf Renault-Basis. Die Aerodynamik war neu gestaltet worden und wurde in der Literatur als „effektiv“ beschrieben. Wie nahezu alle anderen Fahrzeuge dieses Jahrgangs hatte der JH23 keine Airbox über dem Motor. Das Auto hatte in seiner ursprünglichen Version eine flache, annähernd waagerecht verlaufende Motorabdeckung mit einer Öffnung für die Ansaugtrichter, die von einem Gitter überzogen war. Durch das Fehlen einer Airbox wirkte der JH23 sehr niedrig. Der Überrollbügel ragte weit über die Motorabdeckung hinaus. Er war aus Metallrohren zusammengeschweißt. Seine Befestigung schränkte die Belastbarkeit ein. Als Streiff im März 1989 bei Testfahrten in Brasilien mit dem (baugleichen) JH23B verunglückte, brach der Überrollbügel nach einem Überschlag ab und konnte Streiff nicht vor Kopf- und Nackenverletzungen schützen.

### Fahrwerk
Die Radaufhängung war ebenfalls neu konstruiert worden. Vorn und hinten war eine Doppelquerlenkerachse mit innenliegenden Federn und Dämpfern eingebaut, die über Schubstangen betätigt wurden. Während einige Quellen sagen, Vanderpleyn habe für den JH23 kein einziges Teil von den alten AGS-Wagen mit Renault-Basis übernommen, meinen andere, dass jedenfalls die hinteren Achsschenkel nach wie vor auf den Renault RE60 oder den noch älteren RE40 zurückzuführen gewesen seien. Die Reifen bezog AGS von der Goodyear Tire & Rubber Company, die 1988 Alleinausrüster der Formel 1 war.

### Motor und Kraftübertragung

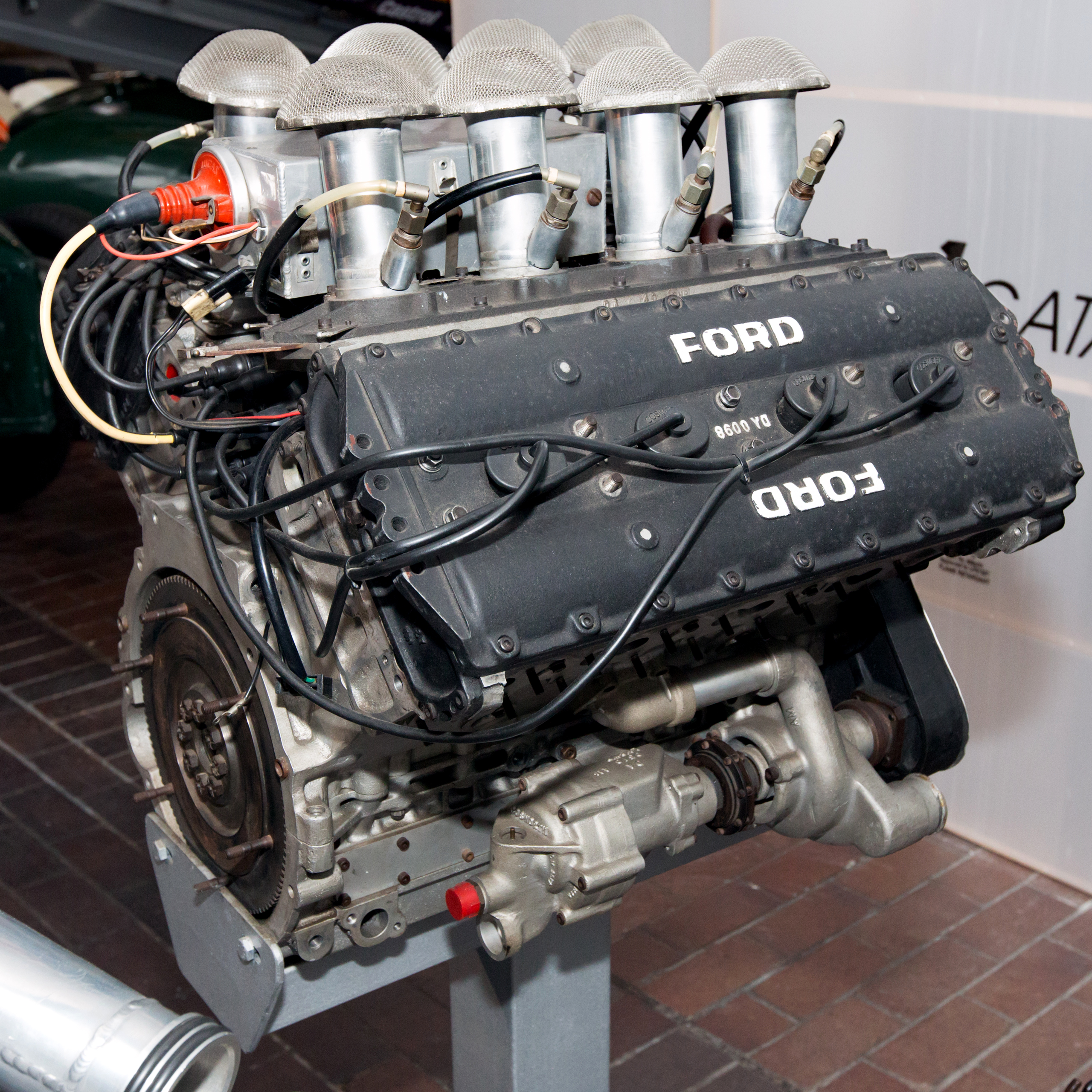
Achtzylinder-Saugmotor von Cosworth

In seiner ursprünglichen, 1988 eingesetzten Version wurde der JH23 von einem Cosworth-DFZ-Achtzylindermotor mit 3,5 Liter Hubraum angetrieben, den der Schweizer Tuner Mader vorbereitete. Die Leistung lag zu Saisonbeginn bei etwa 560 PS, die bei 10.200 Umdrehungen pro Minute anfielen, später stieg sie bei den besten Motoren auf bis zu 580 PS. Ob die AGS-Motoren dieses Niveau erreichten, ist zweifelhaft. Philippe Streiff beklagte vor der französischen Presse wiederholt, dass AGS nicht die jüngsten DFZ-Versionen von Mader erhalte, sodass die Motoren ein Leistungsdefizit gegenüber denen anderer Cosworth-Kunden hatten. In jedem Fall war der Rückstand auf die Turbomotoren erheblich: Der Honda-Motor von McLaren leistete in der Rennversion etwa 700 PS und im Qualifikationstrimm noch einmal deutlich mehr.
Die Kraftübertragung übernahm ein Fünfganggetriebe, das AGS unter Verwendung von Hewland-Teilen selbst konstruiert hatte. Es war eine Neuentwicklung: Die bis 1987 verwendeten Getriebe waren Ableitungen von Renault-Konstruktionen gewesen.

### Maße und Gewichte
Der AGS JH23 hatte einen Radstand von 2680 mm. Damit war er nach dem Minardi M188 das kürzeste Auto des Starterfeldes. AGS gab das Gesamtgewicht des JH23 mit 500 kg an, was genau dem vom Reglement geforderten Mindestgewicht entsprach. Tatsächlich war der JH23 aber schwerer: Sein Gewicht lag mindestens 25 kg über der Gewichtsuntergrenze.

### Potenzial
In der Motorsportliteratur herrscht Einigkeit darüber, dass der JH23 ungeachtet seines hohen Gewichts „deutlich besser“ („significantly better“) war als seine Vorgänger. Eine zeitgenössische Dokumentation beschreibt den AGS JH23 als einfach und sauber („simple et nette“). Ein anderer Autor hält das Auto für eine „erstaunliche Neukonstruktion“, die in der ersten Hälfte der Saison 1988 einige beachtliche Leistungen gezeigt habe, doch die begrenzten finanziellen Mittel hätten keine systematische Weiterentwicklung ermöglicht. Nach Einschätzung Philippe Streiffs hatte der JH23 erhebliches Entwicklungspotential. Das Handling des Wagens sei besser als das seiner Vorgänger gewesen. Gabriele Tarquini, einer der Fahrer in der Saison 1989, hielt den JH23B auch in diesem Jahr noch für „recht gut“; tatsächlich war er aber jedenfalls bei den Sommerrennen 1989 mittlerweile veraltet.

## Produktion
AGS stellte 1988 drei JH23 her. Sie erhielten die Fahrgestellnummern 034, 035 und 036. Alle drei Autos wurden im Laufe des Jahres 1988 zu Großen Preisen gemeldet. Chassis 035 wurde bei Streiffs Unfall im März 1989 zerstört; die verbleibenden zwei Wagen (034 und 036) wurden mindestens bis zum Sommer 1989 weiter verwendet.

## Der AGS JH23 in der Saison 1988

### Lackierung und Sponsoren

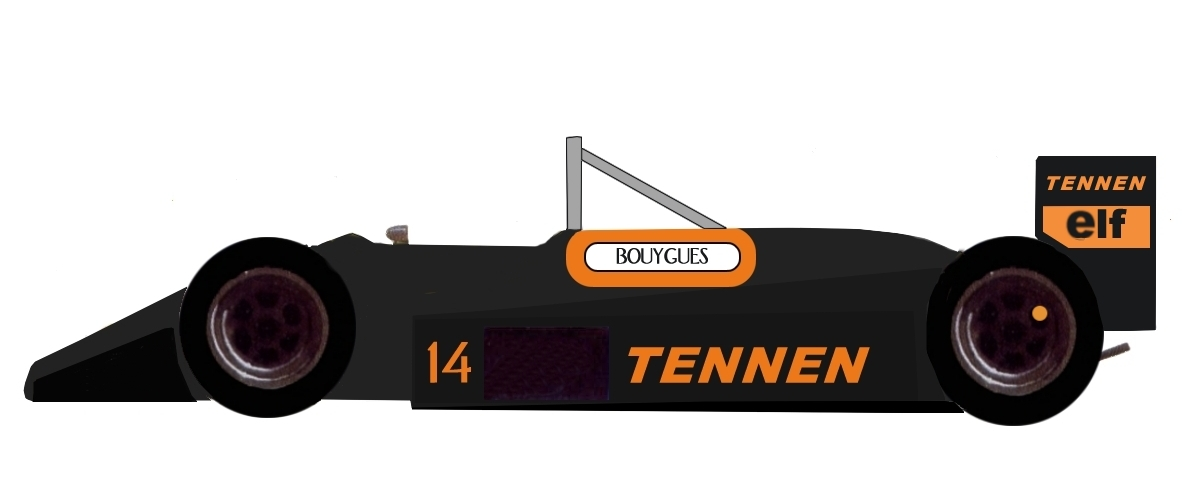
Farbschema aus dem Frühjahr 1988

Bei den ersten Testfahrten vor Beginn der Saison 1988 war der AGS JH23 noch weiß lackiert. Nachdem im März 1988 Bouygues als Sponsor hinzugekommen war, erhielt das Auto eine Lackierung in dunklem Blau mit orangefarbenen Einsätzen auf der Nase und oberhalb der Seitenkästen. Größere Sponsoren waren außerdem der Mineralkonzern Elf Aquitaine, der AGS mit Treibstoff und Öl belieferte, sowie Tennen. Im weiteren Verlauf der Saison warb schließlich das Finanzierungsunternehmen Financière Robur, dessen CEO der spätere Teaminhaber Cyril de Rouvre war, auf den Seitenkästen des JH23.

### Modifikationen im Laufe der Saison
Der AGS JH23 erfuhr im Laufe der Saison 1988 nur geringfügige Überarbeitungen. Anlässlich der Großen Preise von Monaco, Mexiko, der USA, von Italien und Portugal wurden jeweils neue Heckflügelvarianten eingeführt, zu den Großen Preisen von Frankreich und Deutschland gab es neue Unterböden, in Frankreich außerdem eine überarbeitete Hinterradaufhängung, und in Italien wurde die vordere Spurweite verringert.

### Renneinsätze

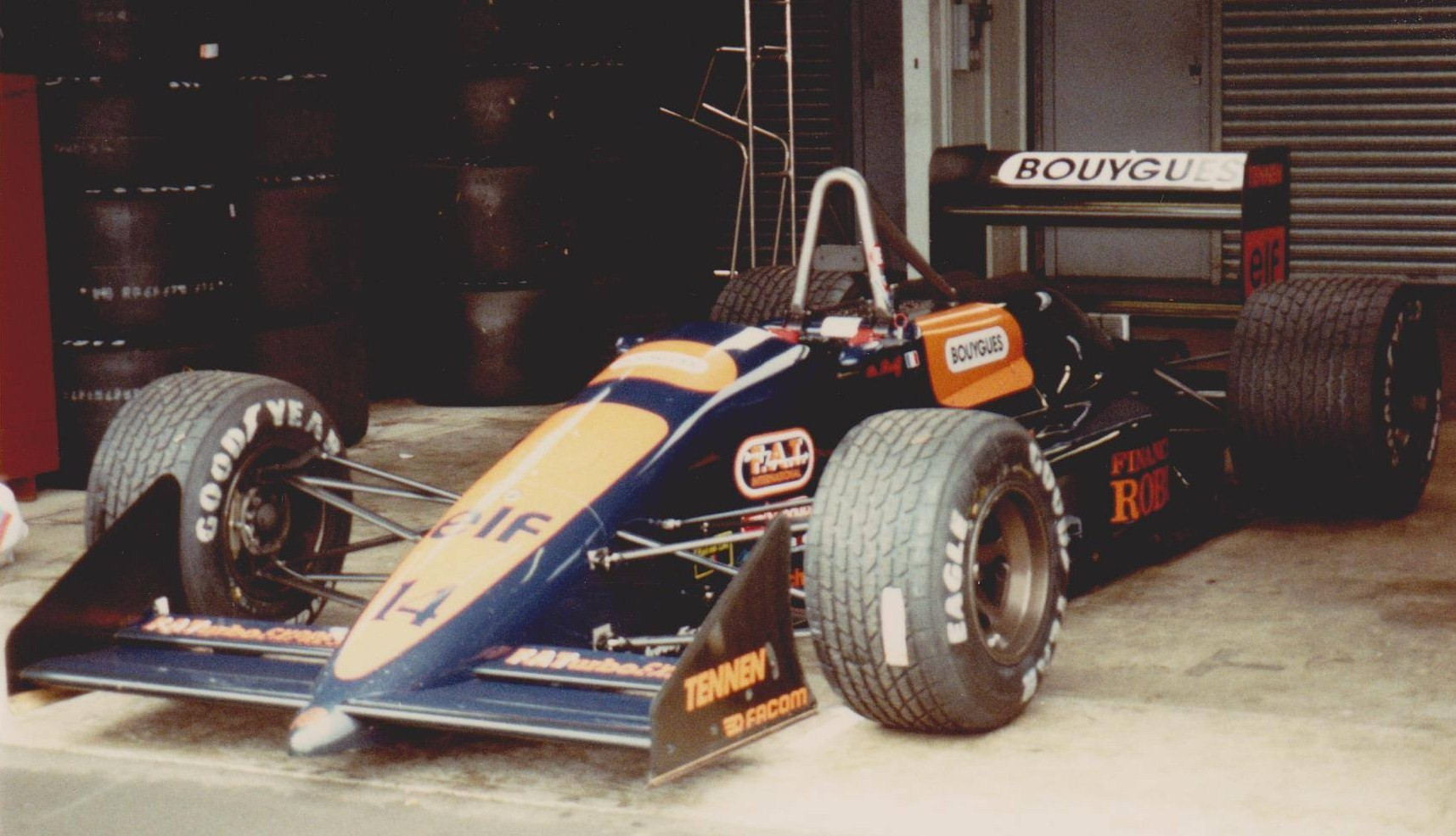
JH23 in der AGS-Box in Silverstone 1988

Wie in den zurückliegenden zwei Jahren brachte AGS auch 1988 nur ein Auto an den Start. Fahrer war bei allen Weltmeisterschaftsläufen Philippe Streiff, der zuletzt 1984 in der Formel 2 für AGS gefahren war. Die anfängliche Absicht, in der zweiten Saisonhälfte zusätzlich ein Auto für Roberto Moreno einzusetzen, ließ sich nicht verwirklichen, weil das Reglement in dieser Saison erstmals verlangte, dass jedes Auto zu jedem Rennen gemeldet wurde. Streiff fuhr bei den ersten drei Weltmeisterschaftsläufen des Jahres das Auto mit der Fahrgestellnummer 034, vom Großen Preis von Mexiko bis zum Großen Preis von Belgien Fahrzeug 035 und bei den restlichen fünf Rennen des Jahres das Auto mit der Chassisnummer 036.
Streiff qualifizierte sich – anders als die Fahrer einiger etablierter und besser ausgestatteter Teams wie Ligier oder Tyrrell – für jedes Rennen. Startplätze unter den ersten 20 waren der Regelfall. Das beste Qualifikationsergebnis erzielte er beim Großen Preis von Kanada, wo er mit 3,2 Sekunden Rückstand auf die Pole-Zeit von Ayrton Senna im McLaren MP4/4 noch vor Riccardo Patreses mit deutlich größerem Aufwand konstruiertem FW12 des Weltmeisterteams Williams den 10. Startplatz belegte. In Detroit ging er als Elfter ins Rennen und in Monaco als Zwölfter. Allerdings ließen sich diese Qualifikationen nicht in Weltmeisterschaftspunkte umsetzen. Streiff kam nur bei fünf Rennen ins Ziel, wobei der achte Platz in Japan sein bestes Ergebnis war. Viele der elf Ausfälle waren auf technische Defekte zurückzuführen: In Monaco riss bereits in der Einführungsrunde der Gaszug, sodass Streiff das Rennen gar nicht beginnen konnte, beim Heimrennen in Frankreich führte ein Defekt der Benzinleitung zum Ausfall in der 20. Runde, in Großbritannien fiel im Rennen der Heckflügel ab, woraufhin Streiff einen Unfall erlitt, und in Ungarn verlor Streiff – möglicherweise als Folge einer länger zurückliegenden Kollision mit Satoru Nakajima (Lotus 100T) – ein Rad. Einigen technischen Ausfällen gingen Fahrfehler Streiffs voraus, so in den USA, wo Streiff, auf Platz sieben liegend, auf dem Straßenkurs von Detroit in der 16. Runde eine Seitenmauer berührte und dabei seine Aufhängung irreparabel beschädigte. Die aussichtsreichste Position hatte Streiff beim Großen Preis von Kanada: Auf dem Circuit Gilles-Villeneuve kämpfte er, auf dem fünften Platz fahrend, rundenlang mit Thierry Boutsen (Benetton B188) um Platz vier, als er in der 40. Runde nach einem Fahrfehler von der Strecke abkam und beim Überqueren der Curbs wiederum die hintere Radaufhängung zerstörte.
AGS beendete die Saison 1988 ohne Weltmeisterschaftspunkte und wurde unter Berücksichtigung der Zielankünfte als 13. der Konstrukteursmeisterschaft gewertet. Damit lag AGS vor dem wesentlich besser finanzierten französischen Konkurrenten Ligier, der ebenfalls keinen Weltmeisterschaftspunkt eingefahren hatte, mit einem neunten Platz als bestem Einzelresultat aber nur auf Platz 15 gewertet wurde.

## Der AGS JH23B in der Saison 1989
Für die vierte Saison des Teams war die Entwicklung eines neuen Autos vorgesehen. Angesichts knapper Ressourcen verzögerte sich die Fertigstellung des JH24 allerdings bis zum Sommer 1989. Bis dahin setzte das Team daher den JH23 als B-Version ein. Die 1988 gebauten Chassis mit den Fahrgestellnummern 034 und 036 wurden mindestens bis zum Sommer 1989 weiter verwendet. Einer Quelle zufolge brachte AGS im Frühjahr 1989 noch einen weiteren JH23B mit der Fahrgestellnummer 033 an den Start. Das ist insoweit unschlüssig, als diese Fahrgestellnummer 1987 für einen der beiden JH22 verwendet worden war, die noch auf Renault-Technik basierten und keine austauschbaren Teile mit dem JH23 hatten.

### Technische Änderungen gegenüber dem JH23
Der AGS JH23B entsprach weitestgehend dem JH23. Geringfügig abweichend war die Motorisierung. Für 1989 nennen einige Statistiken den Cosworth DFR als Motorisierung des JH23B, der eine Weiterentwicklung des DFZ von 1987 war. Er war 1989 Cosworths stärkster Kundenmotor. Das ist allerdings zweifelhaft. Vom Entwurf her ist zwischen reinen DFR-Motoren und verschiedenen Mischformen zu unterscheiden, deren Verwendung nicht immer eindeutig dokumentiert ist: Weil Cosworth nicht von Beginn an alle Kundenteams mit neu aufgebauten DFR-Motoren beliefern konnte, hielt das Unternehmen Bausätze bereit, mit denen die alten DFZ-Blöcke jedenfalls in einigen Details – hier insbesondere im Bereich der Kurbelwelle – an die DFR-Konstruktion angepasst werden konnten. Im Leistungsspektrum lagen diese sogenannten DFZ-DFR-Blöcke zwischen den herkömmlichen DFZ- und den echten DFR-Motoren. Sie waren günstiger als echte DFR und wurden vor allem von den kleinen finanzschwachen Teams verwendet. Dazu gehörte nach überwiegender Ansicht auch AGS: Der JH23B wurde danach ausnahmslos von Cosworth-Motoren der Mischform DFZ-DFR angetrieben. Auch 1989 revidierte Mader die Motoren für AGS. Als Kraftübertragung kam weiterhin das eigene Fünfganggetriebe zum Einsatz, das in einer Zeit, in der sich Sechsganggetriebe durchsetzten, zunehmend veraltet war und jedenfalls auf einzelnen Strecken die Leistung des Autos nachteilig beeinflusste.
Anders als einige andere kleinere Teams wechselte AGS nicht auf Reifen des italienischen Herstellers Pirelli, der 1989 nach zweijähriger Pause erstmals wieder die Formel 1 belieferte. AGS blieb bei Goodyear, auch wenn das Team nicht zu deren bevorzugten Kunden gehörte und im Gegensatz zu Ferrari, Lotus, McLaren, Williams und einigen anderen Wettbewerbern die Reifen nicht kostenlos erhielt. Die Wahl erwies sich insbesondere vor dem Hintergrund, dass AGS 1989 an der Vorqualifikation teilnehmen musste, als problematisch: Nach allgemeiner Einschätzung produzierte Pirelli bessere Qualifikationsreifen als Goodyear.
Die Karosserie blieb weitestgehend unverändert. In den ersten Rennen des Jahres 1989 entsprachen die Karosserieteile des JH23B vollständig denen des JH23 aus dem Vorjahr, zum Großen Preis von Monaco mit einer „sehr kleinen“, etwa 10 cm hohen Lufthutze über der Motorabdeckung, die zum Heck hin in einer Rundung abfiel. Diese Gestaltung behielten die JH23B bis in den Sommer 1989 hinein bei. Beim Großen Preis von Deutschland meldete AGS schließlich einen JH23B, dessen Airboxverkleidung erstmals den Überrollbügel verdeckte.

### Lackierung und Sponsoren

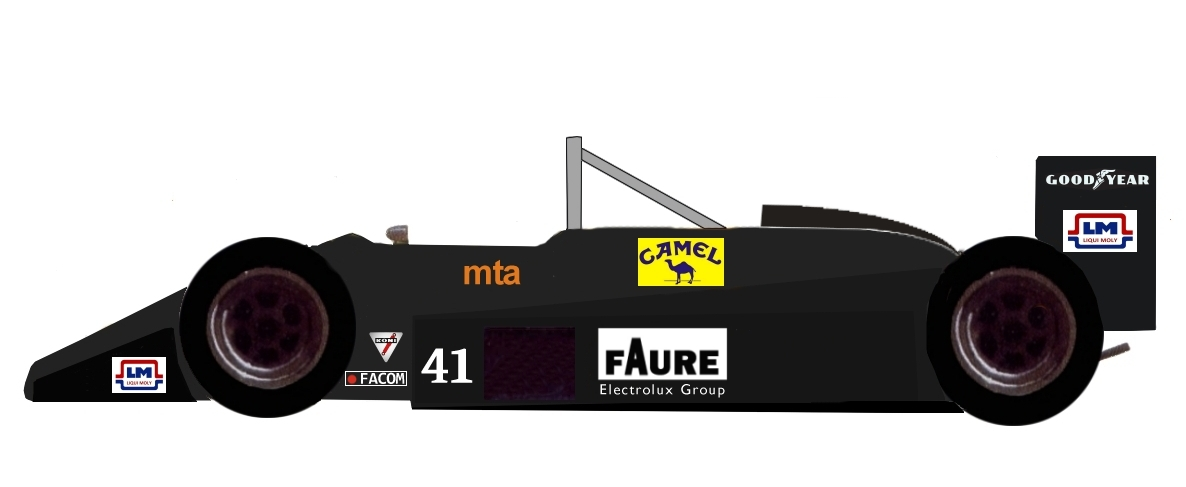
Lackierung des JH23B beim Großen Preis von Frankreich 1989

1989 waren die Autos dunkelblau lackiert; anstelle der orangefarbenen Flächen des 1988er JH23 gab es nun silbern lackierte Einsätze auf der Fahrzeugnase und auf den Seitenkästen. Der Tabakkonzern R.J. Reynolds, der im Vorjahr nur auf Tarquinis Helm geworben hatte, war nun mit einem Camel-Aufkleber an den Wagenflanken vertreten, hinzu kamen das Mineralölunternehmen Liqui Moly, das das Team unterstützte, so lange Joachim Winkelhock für AGS fuhr, sowie Faure, eine französische Tochter des Haushaltsgeräteherstellers Electrolux.

### Renneinsätze
Die FISA verlangte mit Beginn der Saison 1989 von jedem Team den Einsatz von zwei Autos, was allerdings im Widerspruch zum Concorde Agreement stand, das ausdrücklich den Betrieb nur eines Autos zuließ. Um der FISA Folge zu leisten, meldete AGS wie nahezu jedes Team zwei Autos, was eine erhebliche finanzielle Belastung bedeutete. Weil die Vorgabe der FISA das Starterfeld auf 39 Autos anwachsen ließ, war eine Vorqualifikation am Freitagmorgen erforderlich, in der die Berechtigung zur Teilnahme an der eigentlichen Qualifikation ermittelt wurde. Für AGS bedeutete das, dass in der ersten Saisonhälfte 1989 ein Auto für die Qualifikation gesetzt war, während sich das erstmals gemeldete zweite Auto der Vorqualifikation unterziehen musste. Für das gesetzte Auto (Startnummer 40) war Philippe Streiff als Fahrer vorgesehen, während das der Vorqualifikation unterliegende Auto (Nr. 41) an den deutschen Debütanten Joachim Winkelhock gegeben wurde. Streiff kam jedoch 1989 nicht zum Einsatz: Bei vor Saisonbeginn in Brasilien durchgeführten Testfahrten verunglückte er schwer und war daraufhin querschnittgelähmt. Sein gesetztes Auto übernahm stattdessen ab dem Großen Preis von San Marino Gabriele Tarquini, der die gesamte Saison im Team verblieb und klar den Nummer-1-Status hatte. Winkelhock hingegen wurde zur Saisonmitte durch Yannick Dalmas ersetzt.
Tarquini qualifizierte sich zu den ersten sechs Weltmeisterschaftsläufen der Saison. Den besten Startplatz erzielte er in Monaco, wo er im Donnerstagstraining die fünftbeste Zeit fuhr und unter Berücksichtigung der Zeiten aus dem Samstagstraining immerhin die 13. Startposition erreichte. Im Rennen fiel er allerdings nach einem Elektrikdefekt in der 49. Runde aus. Insgesamt kam Tarquini 1989 mit dem JH23 dreimal ins Ziel, beim Großen Preis von San Marino als Achter. Auf einen Protest der Équipe Ligier hin wurden der sechstplatzierte Thierry Boutsen (Williams) und der als Siebter angekommene Alex Caffi (Scuderia Italia) wegen Regelverstößen disqualifiziert, woraufhin Tarquini in der Wertung auf den sechsten Platz vorrückte, für den ein Weltmeisterschaftspunkt vergeben wurde. Die Organisatoren hoben beide Disqualifizierungen allerdings nach Protesten der betroffenen Teams später auf, sodass Tarquini am Ende wieder als Achter gewertet wurde und für diesen Weltmeisterschaftslauf ohne Punkte blieb. Mit dem sechsten Platz beim Großen Preis von Mexiko, den er von Startplatz 17 aus erreicht hatte, erzielte er dann den zweiten (und letzten) Weltmeisterschaftspunkt für das französische Team.

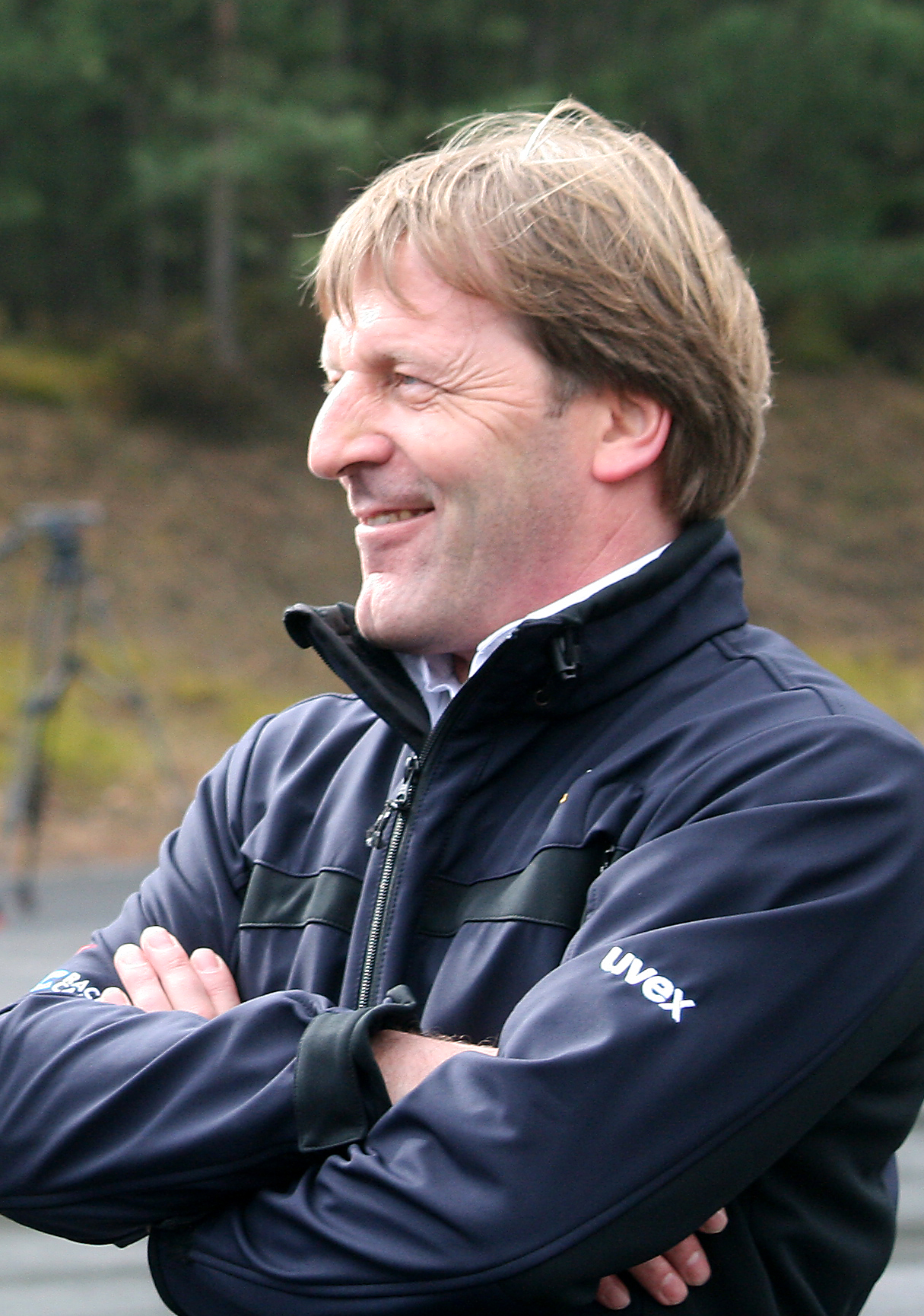
Keine Vorqualifikation im JH23B: Joachim Winkelhock

Winkelhock schaffte im zweiten JH23B keine Rennteilnahme. Bei allen sieben Weltmeisterschaftsläufen, zu denen er gemeldet wurde, verpasste er die Vorqualifikation. Während einige Quellen in seinen Misserfolgen einen Beleg für die Schwäche des JH23B oder für seine mangelnde Formel-1-Reife sehen, führt Winkelhock sein anhaltendes Scheitern in der Vorqualifikation auf Fehler des Teams zurück: AGS habe ihn ausschließlich wegen seiner Sponsoren verpflichtet. Deren Gelder seien benötigt worden, um Tarquinis Auto einsatzbereit zu halten. Für den Betrieb eines zweiten Autos hätte das Budget dagegen nicht gereicht. Es sei nur darum gegangen, Winkelhock in der Vorqualifikation auf Alibi-Runden zu schicken, um dem Reglement genüge zu tun. An einer erfolgreichen Vorqualifikation oder gar einer Rennteilnahme, die mit weiteren Kosten verbunden gewesen wäre, habe das Team dagegen kein Interesse gehabt. Winkelhock war der Auffassung, dass das Team ihn bei seinen Versuchen, sich vorzuqualifizieren, zielgerichtet behindert habe. In Monaco habe ihn AGS mit einem vollen Tank in die Vorqualifikation geschickt, um durch den Gewichtsnachteil seine Rundenzeiten zu verschlechtern; in Phoenix sei ihm die Verwendung von Qualifikationsreifen verwehrt worden. Schließlich habe das AGS-Management Testfahrten, bei denen Winkelhock Erfahrungen mit dem Auto hätte sammeln können, vor ihm verheimlicht. Winkelhocks Vorwürfe werden in zeitgenössischen und jüngeren Medienberichten bestätigt. Nach dem Großen Preis von Frankreich gab Winkelhock sein Cockpit auf; sein Sponsor Liqui Moly zog sich ebenfalls zurück. Sein Nachfolger Dalmas konnte sich bei keinem der folgenden Rennen mit dem JH23B vorqualifizieren.

### Unklare letzte Rennen
Anlässlich des Großen Preises von Frankreich zeigte AGS das erste Exemplar des neuen JH24. Das Auto kam dort aber noch nicht zum Einsatz; stattdessen fuhren beide AGS-Piloten noch den JH23B. Beim anschließenden Großen Preis von Großbritannien trat Tarquini zum ersten Mal mit dem JH24 an, wobei er sich erstmals in diesem Jahr nicht qualifizierte, während Dalmas bei seinem AGS-Debüt einen alten JH23B fuhr. Unklarheiten gibt es über das folgende Rennen in Deutschland: Während eine Quelle dort Tarquini ebenfalls im JH24 und Dalmas im JH23B notieren, gehen mehrere andere Quellen davon aus, dass der JH24 auf dem Hockenheimring als Reaktion auf die fehlgeschlagene Qualifikation beim zurückliegenden Silverstone-Rennen gar nicht zum Einsatz kam, sondern beide Fahrer mit dem JH23B in die Vorqualifikation gingen. Für den folgenden Weltmeisterschaftslauf in Ungarn wird wieder übereinstimmend Tarquini im JH24 und Dalmas im JH23B geführt. Noch einmal unklar ist die Besetzung beim folgenden Rennen in Belgien: Während eine Quelle für Tarquini den JH23B vermerkt und für Dalmas erstmals den JH24, fuhren nach überwiegender Darstellung bereits hier beide AGS-Fahrer einen JH24. Jedenfalls für die restlichen Rennen des Jahres notieren alle Quellen übereinstimmend den JH24 sowohl für Tarquini als auch für Dalmas.

## Möglicher Umbau zum JH24
Das Verhältnis des JH23 bzw. JH23B zum 1989 vorgestellten Nachfolgemodell JH24 ist nicht zweifelsfrei geklärt.
Nach gängiger Darstellung ist der JH24 ein neu konstruiertes Modell, von dem AGS zwei oder drei Fahrzeuge neu aufbaute, die dann den JH23B ersetzten. So werden den drei JH24 auch eigenständige Chassisnummern (037, 038 und 039) zugeordnet, die sich von denen des JH23 bzw. JH23B unterscheiden.
Diese Darstellung wird allerdings vereinzelt angezweifelt. Die als JH24 bezeichneten Autos unterschieden sich äußerlich vom JH23B vor allem durch die Airbox, die dem älteren Modell fehlte. Der in Frankreich 1989 neu vorgestellte JH24 (Startnummer 40) hatte außerdem neu gestaltete Seitenkästen, die im vorderen Bereich angewinkelt waren, während die Seitenkästen des alten JH23B einen senkrechten Abschluss hatten. In Deutschland erschien erstmals ein Auto mit der Startnummer 41, das die gerade abschließenden Seitenkästen des JH23B hatte, aber eine hohe Airboxabdeckung trug. Dieser Wagen wurde für das Rennen in Hockenheim zweifelsfrei als JH23B gemeldet. Später erschien ein genauso aussehendes Auto mit der Startnummer 41 als JH24. Deshalb wird teilweise vermutet, dass jedenfalls dieser JH24 lediglich ein umetikettierter und optisch verfremdeter JH23B war. Darüber hinaus ist nicht auszuschließen, dass das auch für den ersten JH24 (Startnummer 40) gilt.

## Philippe Streiffs Unfall im JH23B

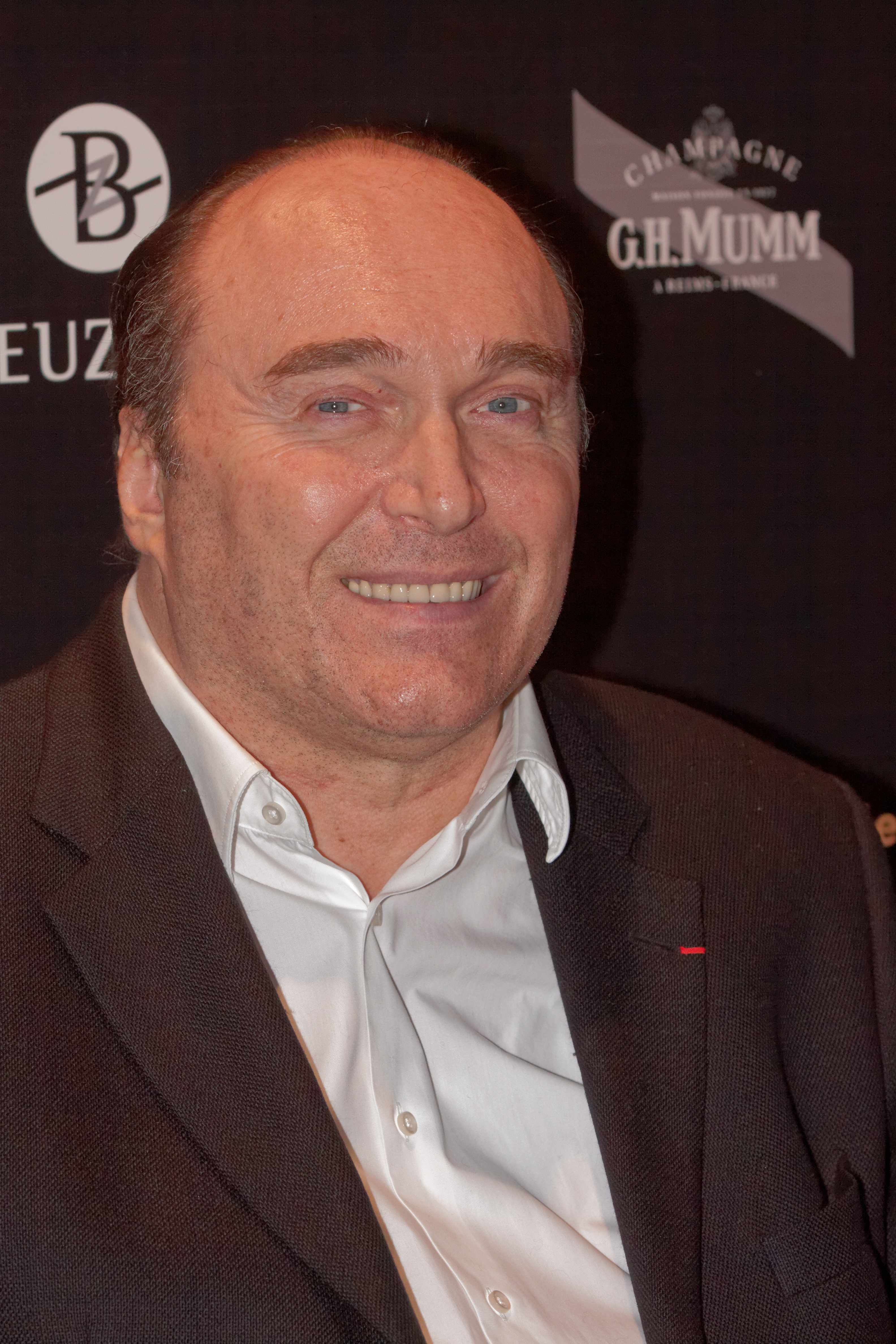
Philippe Streiff (2014)

Am 15. März 1989 verunglückte Philippe Streiff bei Testfahrten auf dem Jacarepaguá-Kurs in Rio de Janeiro in einem J23B (Chassisnummer 035) schwer. Er trug Wirbelverletzungen davon und war seitdem querschnittgelähmt. Die Konstruktion des JH23B war nach Ansicht vieler Berichte jedenfalls mitursächlich für die Verletzung.
Auf einer schnellen Runde kam Streiff aus ungeklärter Ursache – er selbst vermutete später eine gebrochene Felge als Unfallauslöser, andere gehen von einem Bruch der Hinterradaufhängung aus – von der Strecke ab. Das Auto überschlug sich mehrfach und kam mit der Oberseite auf dem Boden liegend zum Stillstand. Durch die Wucht des Aufpralls brach der mit dem Chassis verschweißte Überrollbügel ab; das Gewicht des Autos lag damit auf Streiffs Kopf und Nacken.
Ob schon der Unfall an sich bzw. der gebrochene Überrollbügel die Ursache für Streiffs Querschnittlähmung war, ist nicht geklärt. Streiff erklärte später, Zeugen hätten gesehen, dass er zu dieser Zeit noch seine Arme und Beine bewegen konnte. Daran schließen sich zahlreiche Berichte an, dass Streiffs Bergung und der anschließende Transport in eine Klinik fehlerhaft waren. Gesichert ist, dass Streiff ohne Anwesenheit eines Arztes aus dem Wrack geholt wurde. Laut Streiff hätten medizinisch nicht geschulte Streckenposten bei der Bergung wiederholt seinen Hals bewegt, was bei dieser Art von Belastung nicht hätte sein dürfen. Außerdem sei auch der anschließende Helikopter-Transport in die Klinik fehlerhaft verlaufen: Der Pilot habe nicht gewusst, wo die Klinik lag, habe sich mehrfach verflogen und sei unter anderem am Strand von Ipanema zwischengelandet. Einer Quelle zufolge wurde der Flug letztlich abgebrochen, und Streiff wurde mit einem Krankenwagen in die Klinik gebracht. Für die 22 km lange Strecke vom Rennkurs zur Klinik seien insgesamt mehr als 90 Minuten benötigt worden.

## Verbleib der Autos

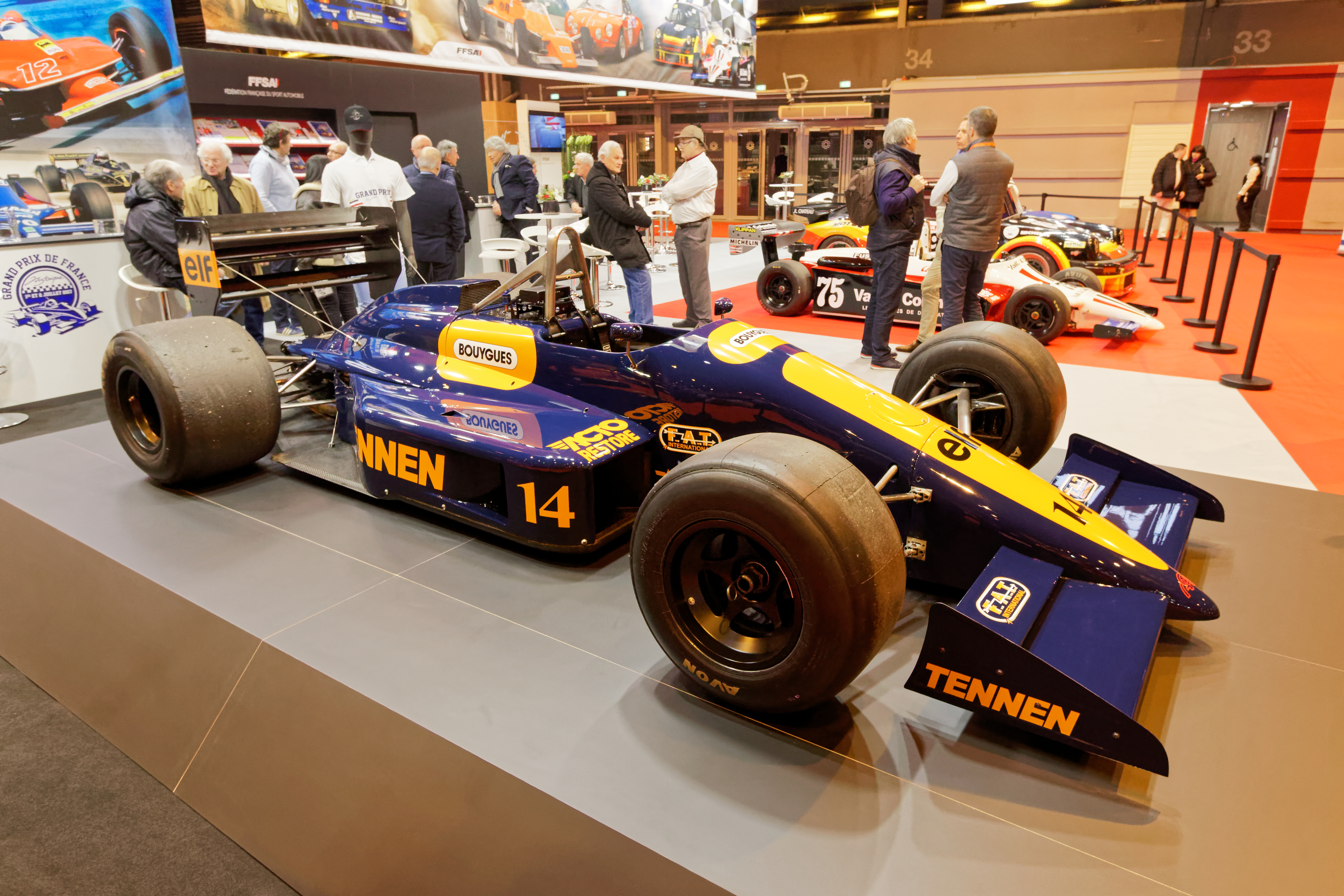
Rennwagen mit der Lackierung des JH23 (1988) und der Motorabdeckung des JH23B (1989)

Der Verbleib der Autos ist nicht zweifelsfrei geklärt. In der Vergangenheit wurden in Museen und auf Ausstellungen wiederholt Autos gezeigt, die AGS JH23 genannt wurden. Ob es sich dabei um echte JH23 handelte oder um ähnliche oder neu aufgebaute Autos, die wie ein JH23 hergerichtet waren, ist vielfach nicht klar. Generell ist es in der Klassikerszene nicht unüblich, nachträglich Autos im Stil bestimmter Modelle herzustellen, wobei in unterschiedlichem Maße Originalteile verwendet werden und nicht immer volle Authentizität erreicht wird.
Zeitweise stand mindestens ein als JH23 bezeichnetes Auto in nicht vollständig authentischer Lackierung im Automobilmuseum Manoir de l’Automobile in der Bretagne. Auf dem Salon Rétromobile 2017 in Paris wurde ein als AGS JH23 bezeichneter Rennwagen mit der Lackierung des Jahres 1988 gezeigt, der allerdings die Motorabdeckung des JH23B aus der Zeit ab Monaco 1989 hatte.

## Rennergebnisse

### 1988: AGS JH23 – Cosworth DFZ V8
| Fahrer               | Nr.                  | 1   | 2  | 3   | 4  | 5   | 6   | 7   | 8   | 9   | 10  | 11 | 12  | 13 | 14  | 15 | 16 | Punkte | Rang |
| -------------------- | -------------------- | --- | -- | --- | -- | --- | --- | --- | --- | --- | --- | -- | --- | -- | --- | -- | -- | ------ | ---- |
| Formel-1-Saison 1988 | Formel-1-Saison 1988 |     |    |     |    |     |     |     |     |     |     |    |     |    |     |    |    | 0      | 13.  |
| P. Streiff           | 14                   | DNF | 10 | DNF | 12 | DNF | DNF | DNF | DNF | DNF | DNF | 10 | DNF | 9  | DNF | 8  | 11 | 0      | 13.  |

### 1989: AGS JH23B – Cosworth DFR V8
Die nachstehende Übersicht folgt für die Zeit ab dem Großen Preis von Deutschland 1989 einer in den Quellen verbreiteten, aber nicht unbestrittenen Zuordnung.
| Fahrer               | Nr.                  | 1    | 2    | 3    | 4    | 5    | 6    | 7    | 8    | 9    | 10   | 11   | 12 | 13 | 14 | 15 | 16 | Punkte | Rang |
| -------------------- | -------------------- | ---- | ---- | ---- | ---- | ---- | ---- | ---- | ---- | ---- | ---- | ---- | -- | -- | -- | -- | -- | ------ | ---- |
| Formel-1-Saison 1989 | Formel-1-Saison 1989 |      |      |      |      |      |      |      |      |      |      |      |    |    |    |    |    | 1      | 15.  |
| G. Tarquini          | 40                   |      | 8    | DNF  | 6    | 7    | DNF  | DNF  |      | DNPQ |      |      |    |    |    |    |    | 1      | 15.  |
| J. Winkelhock        | 41                   | DNPQ | DNPQ | DNPQ | DNPQ | DNPQ | DNPQ | DNPQ |      |      |      |      |    |    |    |    |    | 1      | 15.  |
| Yannick Dalmas       | 41                   |      |      |      |      |      |      |      | DNPQ | DNPQ | DNPQ | DNPQ |    |    |    |    |    | 1      | 15.  |

| Legende  | Legende            | Legende                                                          |
| Farbe    | Abkürzung          | Bedeutung                                                        |
| -------- | ------------------ | ---------------------------------------------------------------- |
| Gold     | –                  | Sieg                                                             |
| Silber   | –                  | 2. Platz                                                         |
| Bronze   | –                  | 3. Platz                                                         |
| Grün     | –                  | Platzierung in den Punkten                                       |
| Blau     | –                  | Klassifiziert außerhalb der Punkteränge                          |
| Violett  | DNF                | Rennen nicht beendet (did not finish)                            |
| Violett  | NC                 | nicht klassifiziert (not classified)                             |
| Rot      | DNQ                | nicht qualifiziert (did not qualify)                             |
| Rot      | DNPQ               | in Vorqualifikation gescheitert (did not pre-qualify)            |
| Schwarz  | DSQ                | disqualifiziert (disqualified)                                   |
| Weiß     | DNS                | nicht am Start (did not start)                                   |
| Weiß     | WD                 | zurückgezogen (withdrawn)                                        |
| Hellblau | PO                 | nur am Training teilgenommen (practiced only)                    |
| Hellblau | TD                 | Freitags-Testfahrer (test driver)                                |
| ohne     | DNP                | nicht am Training teilgenommen (did not practice)                |
| ohne     | INJ                | verletzt oder krank (injured)                                    |
| ohne     | EX                 | ausgeschlossen (excluded)                                        |
| ohne     | DNA                | nicht erschienen (did not arrive)                                |
| ohne     | C                  | Rennen abgesagt (cancelled)                                      |
| ohne     | keine WM-Teilnahme |                                                                  |
| sonstige | P/fett             | Pole-Position                                                    |
| sonstige | 1/2/3/4/5/6/7/8    | Punktplatzierung im Sprint-/Qualifikationsrennen                 |
| sonstige | SR/kursiv          | Schnellste Rennrunde                                             |
| sonstige | *                  | nicht im Ziel, aufgrund der zurückgelegten Distanz aber gewertet |
| sonstige | ()                 | Streichresultate                                                 |
| sonstige | unterstrichen      | Führender in der Gesamtwertung                                   |